# Hygrochroa torrefacta
Hygrochroa torrefacta är en fjärilsart som beskrevs av Smith 1797. Hygrochroa torrefacta ingår i släktet Hygrochroa och familjen silkesspinnare. Inga underarter finns listade i Catalogue of Life.